# مهدی موافق
مهدی موافق، متخلّص به رامین (۱۳۳۸ − ۱۲۹۰)، شاعرِ ایرانیِ اوایلِ قرنِ چهاردهمِ هجریِ خورشیدی است. شعرهای او به کوششِ ذکائی بیضائی (شوهرِ خواهرش) در دفتری به نامِ مجموعه آثار رامین (۱۳۴۰) گردآمده است.

## نمونهٔ شعر
| بچشم همت رامین بتن نمی‌ارزد |  | سری که در قدمت خاک رهگذر نبود |